# Wilhelm Ludwig von Maskowsky

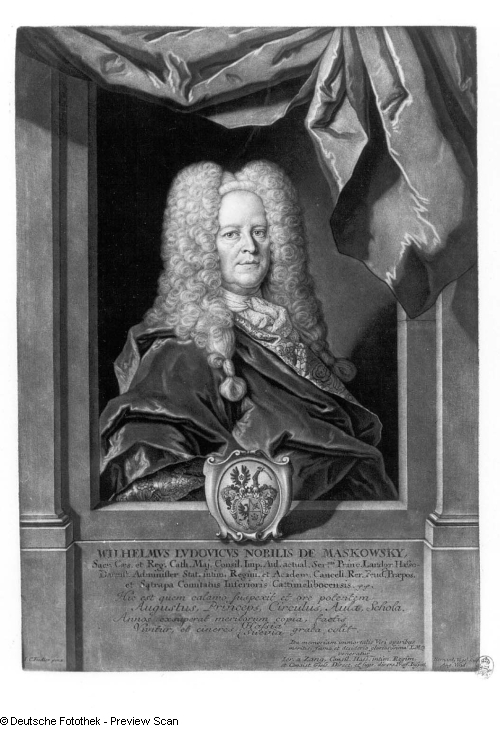
Porträt von Johann Christian Fiedler

Wilhelm Ludwig Maskowsky, ab 1711 von Maskowsky (* 10. Januar 1675 in Göppingen; † 19. Dezember 1731 in Darmstadt) war ein deutscher Staatsmann.

## Leben
Maskowsky war Sohn des württembergischen Leibarztes Martin Maskowsky (1627–1700). Der gebürtige Pole ist zum Protestantismus übergetreten und ließ sich daher in Württemberg nieder. Er studierte von 1687 bis 1696 auf den Universitäten Tübingen, Altdorf, Leipzig und Halle Rechtswissenschaften und schließlich in Tübingen zum Lic. iur. utr. promoviert. Zur weiteren Ausbildung bereiste er die Schweiz, Frankreich und die Niederlande.
Maskowsky wurde 1698 in württembergische Dienste aufgenommen und 1703 zum wirklichen Regierungs- und Kriegsrat sowie zum Direktorialgesandten des schwäbischen Kreises ernannt. 1709 folgte er dem Ruf als geheimer Regierungsrat nach Hessen-Darmstadt. Von Kaiser Joseph I. wurde er am 27. März 1711 in Wien in den Reichsritterstand erhoben. Seine Aufnahme in die Reichsritterschaft erfolgte 1725.
Maskowsky war 1714 Bevollmächtigter auf dem Kongress von Baden und stieg 1720 zum Ersten Hessen-Darmstädtischer Wirklichen Geheimen Rat und Kanzler auf. Zudem wurde er Universitätskanzler der Universität Gießen, Lehenpropst und Oberamtmann in Braubach sowie der Niedergrafschaft Katzenelnbogen. Daneben wurde er von Kaiser Karl VI. zum Reichshofrat ernannt.

## Werke (Auswahl)
- Kurze Actemäßige Deduction von dem Ausschreibe-Amt und Directio in dem löbl. schwäbischen Crayse, 1704.
- Ohnverfänglicher Privat-Discours cum petito in puncto religionis & ciasulae Ryswicensis, 1714.
- Memoriale samt beygefügter Deduction verschiedener von Chur-Pfalz dem Hfstl. Hause Hessen-Darmstadt in der mit jener pro individuo gemeinschaftl. Stadt, Amt und Cent Umstadt in facris & episcopalibus gegen das instrumentum pacis Westphal. zugefügter gravaminum, Darmstadt 1720.